# Bolak
Pour l’article homonyme, voir Fièvre catarrhale pour la maladie de la langue bleue.
 (février 2014).
Si vous disposez d'ouvrages ou d'articles de référence ou si vous connaissez des sites web de qualité traitant du thème abordé ici, merci de compléter l'article en donnant les références utiles à sa vérifiabilité et en les liant à la section « Notes et références ».

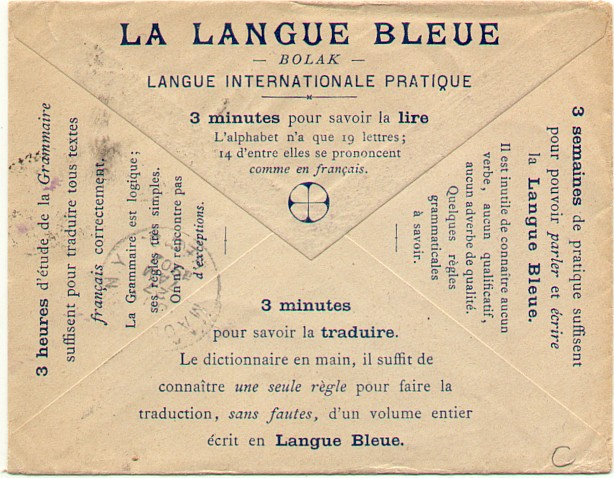
Un dos d'enveloppe où Bollack décrit la langue.

Le Bolak ou langue bleue est une langue construite du type mixte créée par Léon Bollack au tournant des XIXe et XXe siècles.

## Motivations et buts
Léon Bollack est un commerçant parisien aisé qui, à partir de 1899, publia (vraisemblablement à ses frais) en français et en d'autres langues, plusieurs ouvrages consacrés au Bolak (grammaire, dictionnaire, vocabulaire, exercices de traduction, recueils de textes) afin de soutenir sa diffusion.
S'inscrivant dans le droit fil du développement du commerce et des échanges internationaux de la deuxième moitié du XIXe siècle et du foisonnement des projets de langues artificielles de cette époque, Léon Bollack, contrairement à bien d'autres concepteurs avant lui, renonce par avance pour sa langue à toute prétention littéraire ou artistique. Il ne l'envisage que comme un instrument pratique et terre-à-terre de communication internationale, devant satisfaire « les besoins les plus usuels » de l'être humain. Toutefois, l'humanité envisagée par l'auteur est assez limitée. Toujours dans l'état d'esprit de son époque, il fait remarquer à propos des sons de l'alphabet :  « Chacun de ces sons est facilement prononçable par tous les peuples de race aryenne [comprendre les Indo-Européens], c'est-à-dire par l'ensemble des peuples civilisés ».
Le surnom de langue bleue est attribué au Bolak par son auteur même, en référence à la couleur du ciel comme symbole de l'unité et de la concorde humaine qu'il appelle de ses vœux. Une langue internationale est également pour lui destinée à favoriser le libre-échange intellectuel. Dans la langue, le mot « Bolak » (provenant du nom simplifié de l'auteur) est pourvu d'une étymologie par la décomposition en bol art et ak fait avec!

## Quelques points de grammaire
Contrairement à ce que l'auteur croit, la grammaire du Bolak n'est pas si innovante qu'il le pense. Trois des quatre principes de base de sa grammaire se résument à adopter une orthographe phonétique, éviter la polysémie des racines (par la restriction du lexique) et imposer une syntaxe rigide.
Pour le reste, Léon Bollack est influencé par la grammaire des langues qu'il connait, en percevant toutefois quelques écueils qu'il sait éviter. Ainsi, il crée diverses formes de politesse pour les pronoms personnels, fait la part entre le présent ordinaire et le présent à valeur générale (qu'il nomme l'éternel), distingue les titres féminins et le statut d'épouse d'un homme titré (ambassadrice et femme d'un ambassadeur, par exemple).
Il est plus original par contre, en utilisant les voyelles comme préfixe d'intensité et nomme cette règle « la règle de la Marguerite » (un peu, beaucoup, passionnément, à la folie, pas du tout). De même, il utilise la voyelle u pour des usages grammaticaux divers (féminin et pluriel des noms, comparatif des adjectifs, temps composés et voix passive des verbes, voyelle euphonique de liaison dans les mots composés, etc.).
Le dernier des principes de base de la grammaire consiste à fixer la structure syllabique des mots, de façon générale ainsi que pour chaque nature de mots. Par exemple, l'auteur bannit la succession VVV ou CCC (V = voyelle, C = consonne) à l'intérieur d'un mot, il n'autorise pas les mots de la forme VVC ou VCC, la voyelle u est exclue de la formation des racines par suite de son rôle grammatical (voir plus haut). De plus, il dresse une liste des groupes consonantiques doubles autorisés à l'initiale ou à la finale, parmi lesquels on notera fk-, fn-, kv-, mr-, tl- d'une part et -dl, -fg, -lv, -tg d'autre part.
En ce qui concerne les règles touchant la nature de mots, on remarquera par exemple, que les noms, les verbes, les adjectifs, les adverbes comportent au moins trois lettres et s'ils font exactement trois lettres, ils doivent se terminer par une consonne. Noms et nombres doivent se terminer par une consonne autre que tch (son représenté par une lettre spéciale) et d, les verbes se terminent par une voyelle autre que u, les adjectifs se terminent par d, les adverbes par tch, etc.

## Création du vocabulaire
Le vocabulaire semble souvent tiré des langues naturelles. Pan traduit le mot pain, lov signifie aimer (anglais "love"), mesr désigne un couteau (allemand "messer"), etc. Or, ce phénomène n'est qu'un effet du hasard. L'auteur explique en effet très précisément le mécanisme utilisé par lui pour la formation du vocabulaire.
Après la fixation des règles phonétiques et syllabiques vues plus haut, l'auteur fabrique mécaniquement la liste de toutes les formes de mot possibles (tâche triviale à l'ère de l'ordinateur). Par exemple, il détermine qu'il ne peut exister que 475 mots d'au plus trois lettres, respectant ses règles, pour traduire les interjections, prépositions, conjonctions, pronoms, etc. Il dresse de même la liste de tous les mots possibles jusqu'à cinq lettres (d'autres mots pouvant être créés en application des règles grammaticales).
L'auteur a raconté avoir ensuite récité à haute voix tous ces mots afin de leur attribuer la signification que cette sonorité lui évoquait, faisant pour cela appel aux sources les plus diverses. Ainsi kval sera cheval, mlon million, dom maison (latin), spik parler (anglais), spil jouer (allemand). Bien évidemment per désigne le père mais bolv sera une « contraction hypothétique du mot français boulevard ». Quant à stit, il est « une forme resserrée du mot constitution » (et pas instituteur ou restituer). Il ne reculera devant aucun procédé, allant jusqu'à attribuer au mot pif la signification de nez et à plin celle d'histoire naturelle !

### Exemples de phrases
Dans ce qui suit, on utilisera la lettre y pour représenter une lettre au graphisme proche dont la prononciation exacte est tch.
- « Se venko om sit (il arrive de la ville). »
- « Spa lanta oe sarfi sea lant (tout citoyen doit servir son pays). »
- « Me upreko mea leg (je me suis cassé la jambe). »
- « Ay per lovo moy sea fant lalged (ce père aime beaucoup son enfant malade). »
- « Me givo ay vads asa (je lui donne cette montre). »
- « Ay ra poni an fren al tsorm ade vevu, se savi soy stopi plotu ade vikoru (celui qui met un frein à la fureur des flots sait aussi des méchants arrêter les complots [voir Athalie]). »

## Diffusion de la langue
Conscient de la nécessité de propager sa langue et instruit peut-être des exemples récents de l'espéranto et du volapük, Léon Bollack comprend qu'il importe de lui donner une base et une culture, de créer une communauté autour d'elle.
Il adresse certains de ses livres à 6000 personnalités du monde entier, leur proposant le titre de protecteurs de la langue bleue. En fonction des achats d'ouvrages et des contributions financières, tout un chacun peut recevoir le titre de donateur ou d'adhérent. L'auteur propose à l'avenir l'édition d'un annuaire des coordonnées de tous ceux qui lui viendront en aide.
Dans ses ouvrages, il désigne sa langue la plupart du temps par l'abréviation B, la dote d'une couleur caractéristique et veut permettre aux utilisateurs de se reconnaitre par l'utilisation de signes (écrits et gestuels) « à l'imitation des signes maçonniques ».

## Échec du Bolak
Comme la plupart des projets de langue construite, le Bolak restera un projet sur le papier. L'auteur se présentera et défendra sa langue devant la Délégation qui devait choisir un projet de langue internationale et qui donnera finalement naissance à l'Ido. L'auteur ayant par avance annoncé qu'il se soumettra au choix de la délégation, il deviendra par la suite un fidèle adhérent de la nouvelle langue.